# 国立病院機構静岡医療センター
独立行政法人国立病院機構静岡医療センター（どくりつぎょうせいほうじんこくりつびょういんきこうしずおかいりょうセンター）は、静岡県駿東郡清水町にある医療機関。

## 概要
独立行政法人国立病院機構が運営する病院である。政策医療分野における循環器病の基幹医療施設、がん、免疫異常の専門医療施設であるほか、エイズについても担っており、地方循環器病センター、静岡県東部がんセンター、エイズ治療拠点病院である。また静岡医療センター附属静岡看護学校を併設する。

## 沿革
国立三島病院と国立沼津病院を統合し、1967年（昭和42年）に開設された。その後、2回の病院統合と独立行政法人化を経て現在に至る。

### 年表
旧国立三島病院
- 1919年（大正8年）4月1日 - 陸軍野戦重砲兵第2・第3連隊の陸軍病院として設立。
- 1945年（昭和20年）12月1日 - 内務省を通じて厚生省に移管され、国立三島病院として発足。

旧国立沼津病院
- 1945年（昭和20年）10月1日 - 戸塚海軍病院沼津分院として創設。12月1日、厚生省に移管、国立戸塚病院沼津分院となる。
- 1946年（昭和21年）10月15日 - 国立沼津病院として独立。
- 1963年（昭和38年）9月1日 - 国立沼津病院附属高等看護学院設置。

旧国立伊東温泉病院
- 1939年（昭和14年）12月2日 - 傷痍軍人伊東温泉療養所として設立[1]。
- 1945年（昭和20年）12月1日 - 厚生省に移管、国立伊東温泉療養所となる[1]。
- 1950年（昭和25年）4月1日 - 療養所から病院に転換、国立伊東温泉病院となる[1]。
- 2001年（平成13年）3月1日 - 国立東静病院と統合。跡地を伊東市に移譲し、市立伊東市民病院が開院する。

旧国立熱海病院
- 1911年（明治44年）5月 - 東京第一衛戍病院熱海分院として設立[2]。
- 1938年（昭和13年）2月 - 臨時東京第一陸軍病院熱海分院となる[2]。
- 1945年（昭和20年）12月1日 - 厚生省（当時）に移管、国立東京第一病院熱海分院として発足[2]。
- 1950年（昭和25年）7月1日 - 国立熱海病院として独立[2]。
- 1965年（昭和40年）3月30日 - 熱海市立伝染病棟併設[2]。
- 2002年（平成14年） - 国立東静病院との統合に伴い、旧病院を高邦会・国際医療福祉大学グループに3億5,000万円で売却[3]。同年7月1日、医・歯学部のない私立大学としては国内初の大学附属病院[4]、「国際医療福祉大学附属熱海病院」として開院（2007年（平成19年）2月、「国際医療福祉大学熱海病院」に改称）[2]。

国立東静病院
- 1967年（昭和42年）4月1日 - 国立三島病院と国立沼津病院を統合し、国立東静病院発足。看護学校が国立東静病院附属高等看護専門学院と名称変更。国立三島病院は国立東静病院三島分院となる。
- 1971年（昭和46年）3月31日 - 三島分院を廃止。
- 1975年（昭和50年）4月20日 - 看護学校が国立東静病院附属看護学校と名称変更。
- 1996年（平成8年）4月1日 - 看護学校が国立浜松病院附属看護学校と統合。
- 2001年（平成13年）3月1日 - 国立東静病院と国立伊東温泉病院を統合、国立東静病院となる。
- 2002年（平成14年）7月1日 - 国立東静病院と国立熱海病院を統合、国立東静病院となる。
- 2004年（平成16年）4月1日 - 独立行政法人国立病院機構静岡医療センターとなる。附属看護学校が「独立行政法人国立病院機構静岡医療センター附属静岡看護学校」と名称変更。
- 2017年（平成29年）10月1日 - 国立病院機構静岡富士病院を統合。

## 診療科等
- 内科
- 精神科
- 呼吸器内科
- 消化器内科
- 循環器内科
- リウマチ科
- 小児科
- 外科
- 整形外科
- 形成外科
- 脳神経外科
- 呼吸器外科
- 心臓血管外科
- 小児外科
- 皮膚科
- 泌尿器科
- 産科
- 婦人科
- 眼科
- 耳鼻咽喉科
- リハビリテーション科
- 放射線科
- 歯科
- 麻酔科
- 救急医療も行なっている。

## 医療機関の指定等
- 保険医療機関
- 救急告示医療機関
- 労災保険指定医療機関
- 指定自立支援医療機関（更生医療・育成医療・精神通院医療）
- 身体障害者福祉法指定医の配置されている医療機関
- 生活保護法指定医療機関
- 結核指定医療機関
- 戦傷病者特別援護法指定医療機関
- 原子爆弾被害者医療指定医療機関
- 原子爆弾被害者一般疾病医療取扱医療機関
- 公害医療機関
- 母体保護法指定医の配置されている医療機関
- 災害拠点病院
- 臨床研修指定病院
- エイズ治療拠点病院
- 特定疾患治療研究事業委託医療機関
- DPC対象病院
- 小児慢性特定疾患治療研究事業委託医療機関

## 交通アクセス
- JR東海道本線 三島駅より東海バス：静岡医療センター経由沼津駅行（N12,14,15系統）・静岡医療センター循環（N17系統）に乗車、「静岡医療センター」停留所下車。
- JR東海道本線・御殿場線 沼津駅より東海バス：静岡医療センター経由三島駅行（N12,14,15系統）・潮音寺経由静岡医療センター循環（N16系統）・黒瀬経由静岡医療センター循環（N77系統）に乗車、「静岡医療センター」停留所下車。
- JR御殿場線 長泉なめり駅より東海バス・伊豆箱根バス：長泉町コミュニティバス南北線に乗車、「静岡医療センター」停留所下車。